# Michihiro Yasuda
Michihiro Yasuda (Suita, Prefectura d'Osaka, 20 de desembre de 1987) és un futbolista japonès que disputà set partits amb la selecció japonesa.